# اعتمانن (أتغاغت)
اعتمانن هو دُوَّار يقع بجماعة فزوان، إقليم بركان، جهة الشرق في المملكة المغربية. ينتمي الدوّار لمشيخة أتغاغت التي تضم 6 دواوير. يقدر عدد سكانه بـ 73 نسمة حسب الإحصاء الرسمي للسكان والسكنى لسنة 2004.

## روابط خارجية
- البوابة الوطنية للجماعات الترابية
- المندوبية السامية للتخطيط